# La Robe blanche (film, 1975)
Pour les articles homonymes, voir La Robe blanche.
Pour plus de détails, voir Fiche technique et Distribution.
La Robe blanche (Al-Reda' Al-Abiad) est un film égyptien réalisé par Hassan Ramzi et sorti en 1975.

## Fiche technique
Sauf indication contraire, les informations mentionnées dans cette section peuvent être confirmées par la base de données cinématographiques IMDb,  présente dans la section « Liens externes ».
- Titre français : La Robe blanche[1]
- Titre original : Al-Reda' Al-Abiad
- Réalisateur : Hassan Ramzi
- Scénario : Nairuz Abdel Malek, Hassan Ramzi
- Assistant réalisateur : Alsaeed Mustafa
- Photographie : Mahmoud Nasr
- Musique : Salah Attiya, Tarek Sharara
- Producteurs : Hassan Ramzi, Guirguiss Fawzi
- Sociétés de production : Victoire Films, Organisme général égyptien du Cinéma
- Pays de production :  Égypte
- Langue de tournage : arabe
- Format : Couleur
- Durée : 
  - Égypte : 120 minutes (2h00)
  - URSS : 93 minutes (1h33)
- Genre : Drame familial
- Dates de sortie :
  - Égypte : 29 décembre 1975[2]
  - France : 10 mai 1978[1]

## Distribution
- Naglaa Fathi
- Ahmad Mazhar
- Magdy Wahba
- Yusuf Wahbi
- Khaled Aanous
- Hassan Afifi
- Zahrat El-Ula
- Layla Fahmy
- Badriya Abdel Gawad
- Hayat Kandel
- Hussein Kandil
- Khadija Mahmoud
- Manal
- Salah Nazmi
- Hoda Ramzi